# Лапландия
Лапла́ндия (северносаам. Sápmi, Са́пми и Sámieatnan, Са́миэатнан; норв. и швед. Sameland или Sápmi, Са́пми; фин. Saamenmaa, Сааменмаа или Sápmi, Са́пми) — название расположенного в Северной Европе (в северной части Фенноскандии) культурного региона, который традиционно населяют саамы (устаревшие названия — лопари, лапландцы).
Часто под Лапландией понимают бывшую шведскую провинцию Лаппланд (вместе с отделившейся после завоевания в 1809 году Финляндии Российской империей финской исторической провинцией Лаппи). Тем не менее в других случаях под Лапландией имеют в виду более обширную территорию, в целом совпадающую с Северным Калоттом — частью Фенноскандии, находящейся севернее Северного полярного круга, — что в большей степени соответствует историческому расселению саамов.
Лапландия (в широком смысле) никогда не являлась единым государственным образованием. В настоящее время она поделена между четырьмя государствами: Норвегией, Швецией, Финляндией и Россией (Кольский полуостров). Саамы имеют отчётливую национальную самоидентификацию, а также атрибуты — флаг и гимн; их права представляют выборные представительные органы культурного самоуправления — Саамские парламенты.

## Сапми
Сами саамы называют свою страну Сапми (северносаам. Sápmi, «земля саамов»), подразумевая под этим понятием территорию своего традиционного расселения. Это слово обычно используется как синоним названия Лапландия, однако некоторое различие между двумя понятиями имеется, поскольку, во-первых, не вся территория Северного Калотта является территорией традиционного расселения саамов, а, во-вторых, часть Сапми находится южнее Северного полярного круга.
Слово Sápmi используется в названиях различных организаций, имеющих отношение к саамам. К примеру, саамские радиостанции в Норвегии и Швеции называются NRK Sápmi и SR Sápmi, соответственно.

## Географические данные района
Лапландия в основном представляет собой плоскогорье, прорезанное многочисленными речными долинами и горными ущельями; северная и западная части его заняты хребтом Хьёлен, северо-восточной частью Скандинавских гор. За этой горной страной следует терраса, усеянная озёрами и болотами, а за ней — приморская полоса, покрытая обширными сосновыми лесами и превосходными пастбищами. В последней сосредоточено оседлое население, тогда как горы посещаются почти исключительно кочующими саамами.
Фиельды, или фьельды — некрутые платообразные горы, поросшие лесом, тундровой растительностью или шапками ледников — постепенно «поднимаются» с востока на запад и достигают на шведско-норвежской границе высоты более 2000 метров: Кебнекайсе (высшая точка Швеции и Лапландии), Сарекчокко (Акка).
По территории Лапландии протекают такие большие реки, как Турнеэльвен (Торнионйоки), Танаэльв (Тенойоки), Кемийоки, Оулуйоки, Каликсэльвен, Лулеэльвен, Питеэльвен, Тулома, Ивалойоки.
Климат региона субарктический морской на побережье Норвежского и Баренцева морей и умеренно-холодный в районах, удаленных от морского побережья. На норвежском побережье зима мягкая, с частыми ветрами, снежный покров неустойчив. В горах наблюдается высотная поясность. В континентальных районах (северная территория Швеции и Финляндии, континентальные районы Мурманской области) зима продолжительная и суровая со средними температурами января-февраля минус 12—16 градусов, с частыми метелями. За полярным кругом наблюдается полярная ночь и полярный день. Лето повсеместно непродолжительное, прохладное и дождливое. Заморозки и выпадение снега возможны в любой день лета.
На территории региона раскинулась тундра с вечной мерзлотой, покрытая лишайниками, карликовыми берёзами и ивами, а также морошкой.

## Административные единицы
На территории Лапландии, разделённой между четырьмя странами, расположены административные единицы:
- Нурланн — фюльке Норвегии
- Нур-Трёнделаг — фюльке Норвегии
- Тромс — фюльке Норвегии
- Финнмарк — фюльке Норвегии
- Мурманская область — область России
- Лаппи (включая Саамский регион Финляндии) — маакунта Финляндии
- Вестерботтен — лен Швеции
- Емтланд — лен Швеции
- Норрботтен — лен Швеции

Крупнейшие населённые пункты: Арвидсъяур, Инари, Йокмокк, Кируна, Рованиеми, Торнио, на Кольском полуострове — город Мурманск, являющийся крупнейшим городом региона.

## Исторические данные
На территории Лапландии обнаружены следы охотничьей и рыболовецкой деятельности человека, относящиеся к неолиту. Примерно в 100 году до н. э. Лапландию населяли саамы, которые были вытеснены шведами дальше на север в XVII веке (см. Лаппмарк). Жители Северной Лапландии платили дань русским и норвежским монархам. Южная часть Лапландии до 1809 года принадлежала Швеции. В последующие годы территория нынешней Финляндии, а с ней и территория финской Лапландии, стала частью Великого Княжества под Российской империи. Соответственно, с 1809 года южная Лапландия была разделена на западную (шведскую) и восточную (финскую) части. В 1917 году после Октябрьской революции Финляндия получила свою полную независимость, и с тех пор Лапландия разделена между четырьмя независимыми государствами.

## Культурное влияние
- Лапландия считается родиной Санта-Клауса, Деда Мороза (по одной из версий) и их саамского коллеги Мунь Каллсы[2]. В 9 км от города Рованиеми выстроен парк развлечений Деревня Санта-Клауса (Деревня-мастерская Йоулупукки).
- В Лапландии происходит около половины действия повести «Чудесное путешествие Нильса с дикими гусями». Интересно, что одна из главных героинь носит имя Акка с Кебнекайсе.

- Герб норвежского фюльке Финнмарк
- Герб шведской провинции Лаппланд
- Герб финской историческии провинции Лаппи
- Герб Мурманской области